# Haslach (Traunstein)
Haslach ist ein Gemeindeteil der Großen Kreisstadt Traunstein und eine Gemarkung im gleichnamigen Landkreis.

## Geographie

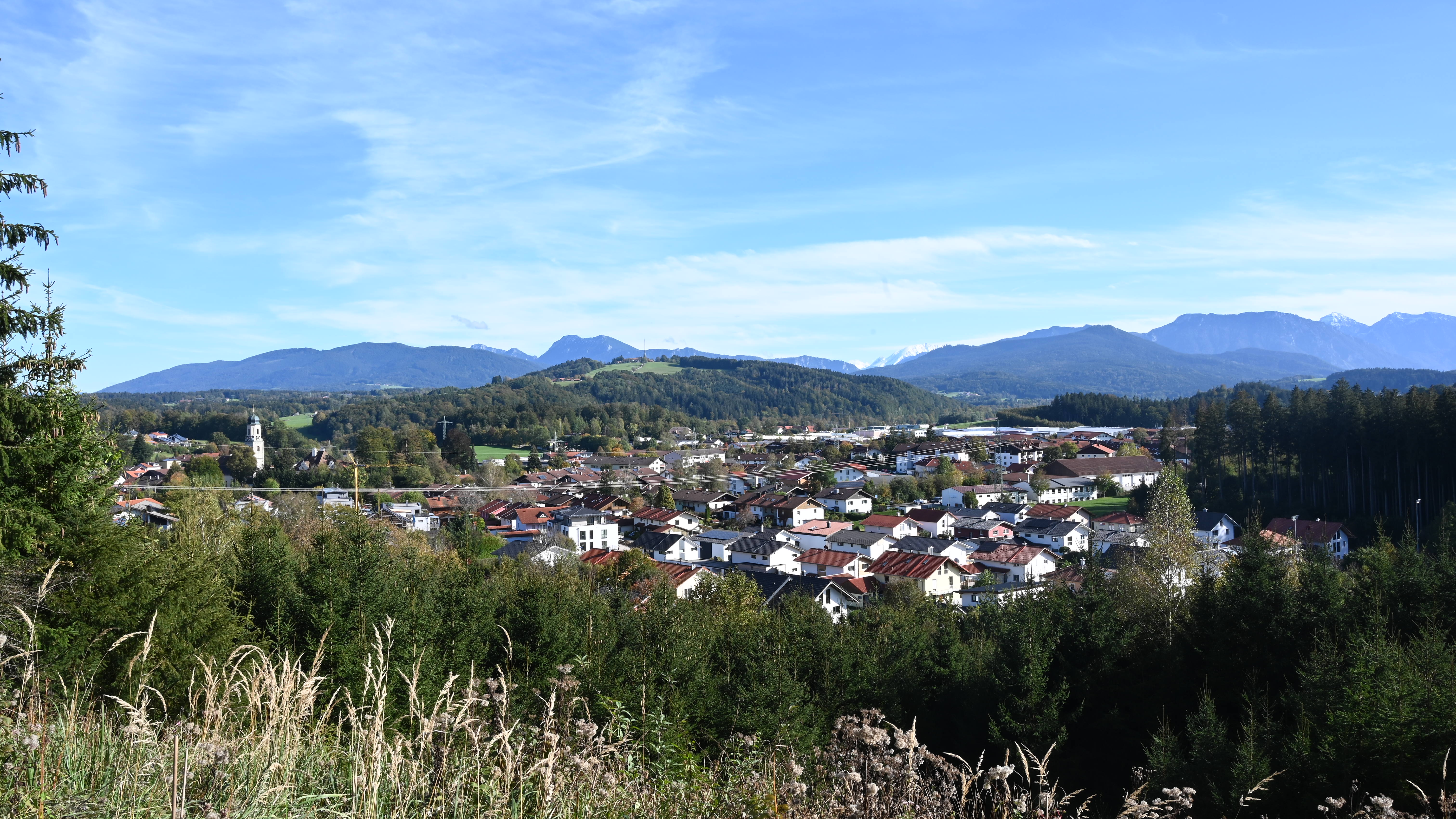
Haslach vom Irlberg

Das Pfarrdorf Haslach liegt etwa 1,7 km südwestlich vom Traunsteiner Stadtzentrum, etwa 8 km östlich des Chiemsees und 15 km nördlich der Chiemgauer Alpen auf einer Höhe von 610 m ü. NN.
Die Gemarkung Haslach umfasst eine Fläche von 859,86 Hektar und besteht aus drei Gemarkungsteilen. Je ein Gemarkungsteil liegt auf dem Gebiet von Siegsdorf (Gemarkungsteil 0) Traunstein (1) und Vachendorf (2). Auf dem Traunsteiner Gemarkungsteil mit 5,82 km² liegen die Gemeindeteile Axdorf, Büchling, Einham, Irlach, Haslach, Neuling, Oberhaid, Seiboldsdorf, Tinnerting und Wegscheid und lebten am 31. Dezember 2015 in Summe 3267 Einwohner.

## Geschichte

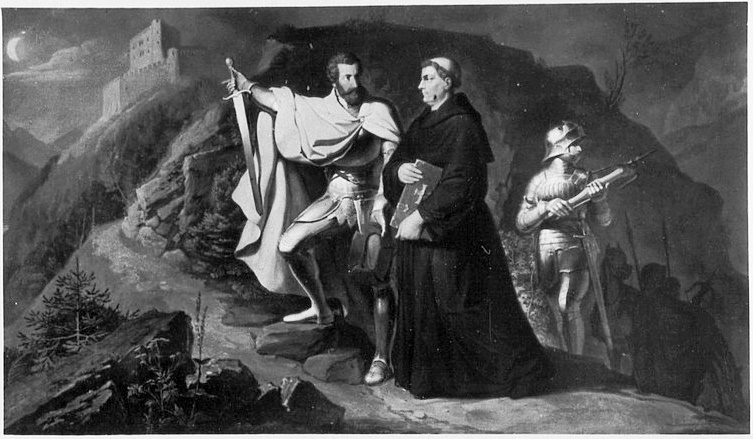
Christoph Langenmantel bringt Luther nach Hohenschwangau. Fresko von Wilhelm Lindenschmit dem Älteren auf Schloss Hohenschwangau

Haslach war in Nachfolge der Urpfarrei Erlstätt seit spätestens 1263 Pfarrsitz der nördlich gelegenen Stadt Traunstein. 1376/97 wurde unter Pfarrer Conrad Lanzinger der gotische Neubau der Pfarrkirche errichtet. 1525 erscheint als Pfarrherr der Freisinger Domherr Christoph Langenmantel († 1538); er war 1518 der Fluchthelfer Martin Luthers aus Augsburg. Laut einer örtlichen Überlieferung soll er ihn anschließend auch nach Schloss Hohenschwangau geführt haben. Diese Legende ließ König  Max II. dort im Schwangauer Zimmer, durch den Maler Wilhelm Lindenschmit, in Form eines romantisierenden Wandgemäldes darstellen, auf dem der spätere Haslacher Pfarrherr in Ritterkleidung verewigt ist. Zwischen 1683 und 1685 wurde der Innenraum der Pfarrkirche Mariä Verkündigung barockisiert.
Die politische Gemeinde Haslach wurde durch das bayerische Gemeindeedikt von 1818 errichtet.
Der Ort war von 1263 an Sitz der Stadtpfarrei Traunsteins. Nach jahrhundertelangen Bemühungen der Stadt Traunstein wurde mit Ministerialentschließung vom 20. Dezember 1850 der Pfarrsitz in die Stadt verlegt. In der Nacht vom 25. zum 26. April 1851 zerstörte ein verheerender Brand nahezu die gesamte Stadt. Seine Ursache konnte nie aufgeklärt werden. Für die Behauptung, es habe sich um einen Racheakt für die Verlegung des Pfarrsitzes von Haslach nach Traunstein gehandelt, fehlt jeglicher Beweis. Erst seit dem 10. April 1914 ist Haslach wieder Sitz einer Pfarrei.
Haslach hatte im Jahr 1933 768 Einwohner. Schwere Bombenangriffe auf Haslach und Umgebung gab es in den Jahren 1944/45.
Die Gemeinde wurde am 1. Mai 1978 in die Stadt Traunstein eingemeindet. Gebietsteile kamen nach Siegsdorf und Vachendorf.

### Einwohnerentwicklung
| Pfarrdorf Haslach: Einwohnerzahlen von 1871 bis 1987 | Pfarrdorf Haslach: Einwohnerzahlen von 1871 bis 1987 | Pfarrdorf Haslach: Einwohnerzahlen von 1871 bis 1987 | Pfarrdorf Haslach: Einwohnerzahlen von 1871 bis 1987 | Pfarrdorf Haslach: Einwohnerzahlen von 1871 bis 1987 |
| ---------------------------------------------------- | ---------------------------------------------------- | ---------------------------------------------------- | ---------------------------------------------------- | ---------------------------------------------------- |
| Jahr                                                 |                                                      |                                                      |                                                      | Einwohner                                            |
| 1871                                                 | 1871                                                 |                                                      | 114                                                  | 114                                                  |
| 1885                                                 | 1885                                                 |                                                      | 121                                                  | 121                                                  |
| 1900                                                 | 1900                                                 |                                                      | 207                                                  | 207                                                  |
| 1925                                                 | 1925                                                 |                                                      | 262                                                  | 262                                                  |
| 1950                                                 | 1950                                                 |                                                      | 517                                                  | 517                                                  |
| 1961                                                 | 1961                                                 |                                                      | 468                                                  | 468                                                  |
| 1970                                                 | 1970                                                 |                                                      | 487                                                  | 487                                                  |
| 1987                                                 | 1987                                                 |                                                      | 1.347                                                | 1.347                                                |
| Quelle(n): Amtliche Ortsverzeichnisse für Bayern     |                                                      |                                                      |                                                      |                                                      |

| Gemeinde Haslach: Einwohnerzahlen von 1871 bis 1970 | Gemeinde Haslach: Einwohnerzahlen von 1871 bis 1970 | Gemeinde Haslach: Einwohnerzahlen von 1871 bis 1970 | Gemeinde Haslach: Einwohnerzahlen von 1871 bis 1970 | Gemeinde Haslach: Einwohnerzahlen von 1871 bis 1970 |
| --------------------------------------------------- | --------------------------------------------------- | --------------------------------------------------- | --------------------------------------------------- | --------------------------------------------------- |
| Jahr                                                |                                                     |                                                     |                                                     | Einwohner                                           |
| 1871                                                | 1871                                                |                                                     | 452                                                 | 452                                                 |
| 1885                                                | 1885                                                |                                                     | 575                                                 | 575                                                 |
| 1900                                                | 1900                                                |                                                     | 676                                                 | 676                                                 |
| 1925                                                | 1925                                                |                                                     | 815                                                 | 815                                                 |
| 1950                                                | 1950                                                |                                                     | 1.394                                               | 1.394                                               |
| 1961                                                | 1961                                                |                                                     | 1.449                                               | 1.449                                               |
| 1970                                                | 1970                                                |                                                     | 1.643                                               | 1.643                                               |
| Quelle(n): Amtliche Ortsverzeichnisse für Bayern    |                                                     |                                                     |                                                     |                                                     |

### Bürgermeister
| Name                 | Ort          | Amtszeit  |
| -------------------- | ------------ | --------- |
| Jakob Stainer        | Traundorf    | 1818–1821 |
| Josef Bachmayr       | Haslach      | 1822–1829 |
| Josef Moser          | Einham       | 1830–1834 |
| Andreas Schießling   | Wimpasing    | 1835–1839 |
| Wolfgang Urban       | Axdorf       | 1840–1843 |
| Rupert Weisbacher    | Seiboldsdorf | 1844–1849 |
| Simon Kriegenhofer   | Wimpasing    | 1850–1852 |
| Johann Lapper        | Tinnerting   | 1852–1854 |
| Simon Kriegenhofer   | Wimpasing    | 1855–1858 |
| Mathias Rächl        | Haslach      | 1859–1861 |
| Georg Hochreiter     | Tinnerting   | 1862–1864 |
| Jakob Huber          | Axdorf       | 1865–1868 |
| Simon Hauser         | Tinnerting   | 1869–1877 |
| Josef Zollner        | Einham       | 1878–1882 |
| Johann Gfaller       | Haslach      | 1883–1887 |
| Sebastian Rosenegger | Axdorf       | 1888–1893 |
| Josef Rosenegger     | Büchling     | 1894–1899 |
| Mathias Hauser       | Tinnerting   | 1900–1905 |
| Pius Bachmaier       | Haslach      | 1906–1925 |
| Josef Klauser        | Haslach      | 1925–1933 |
| Alois Oberhuber      | Neuling      | 1933–1944 |
| Johann Jell          | Haslach      | 1944–1945 |
| Martin Polz          | Wegscheid    | 1945      |
| Josef Klauser        | Haslach      | 1945–1946 |
| Valentin Steiner     | Wegscheid    | 1946–1952 |
| Alois Oberhuber      | Neuling      | 1952–1959 |
| Franz-Xaver Steber   | Seiboldsdorf | 1959–1975 |
| Sebastian Rosenegger | Seiboldsdorf | 1975–1978 |

## Baudenkmäler

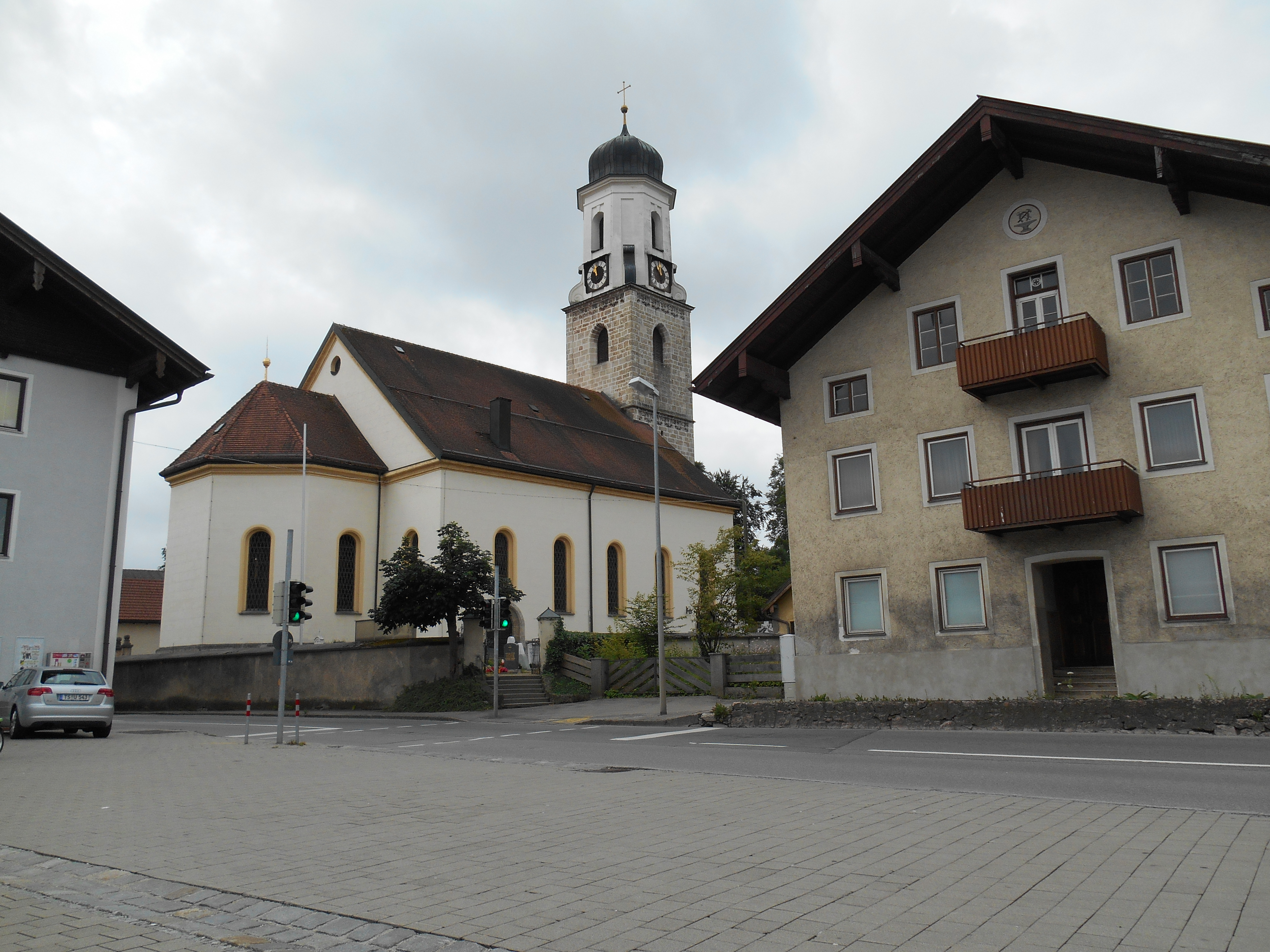
Blick auf die Pfarrkirche

Siehe: Liste der Baudenkmäler in Haslach

## Wirtschaft
In Haslach befinden sich bedingt durch die Nähe zur Stadt Traunstein mehrere große Gewerbegebiete.